# Eckeröhal
De Eckeröhal (Zweeds: Eckeröhallen) is een sporthal in Eckerö, in het uiterste westen van Åland. De hal is de grootste sporthal van het land en biedt ruimte aan een kunstgras-voetbalveld, zes atletiekbanen van 110 meter lang, spring- en werpfaciliteiten, zes kleedkamers voor teams en vier kleinere kleedruimtes voor scheidsrechters en officials. Het is ook mogelijk om de hal aan te passen voor zaalsporten en andere evenementen door een losse vloer over het veld heen te leggen. In de hal bevinden zich voorts een fitnessruimte, een cafetaria en een vergaderruimte.
De hal werd in 2000 in gebruik genomen, heeft een tribunecapaciteit van 1200 personen en een totale capaciteit van 5000 personen.